# Cadaba fruticosa
Cadaba fruticosa är en kaprisväxtart som först beskrevs av Carl von Linné, och fick sitt nu gällande namn av George Claridge Druce. Cadaba fruticosa ingår i släktet Cadaba och familjen kaprisväxter. Inga underarter finns listade i Catalogue of Life.

## Bildgalleri

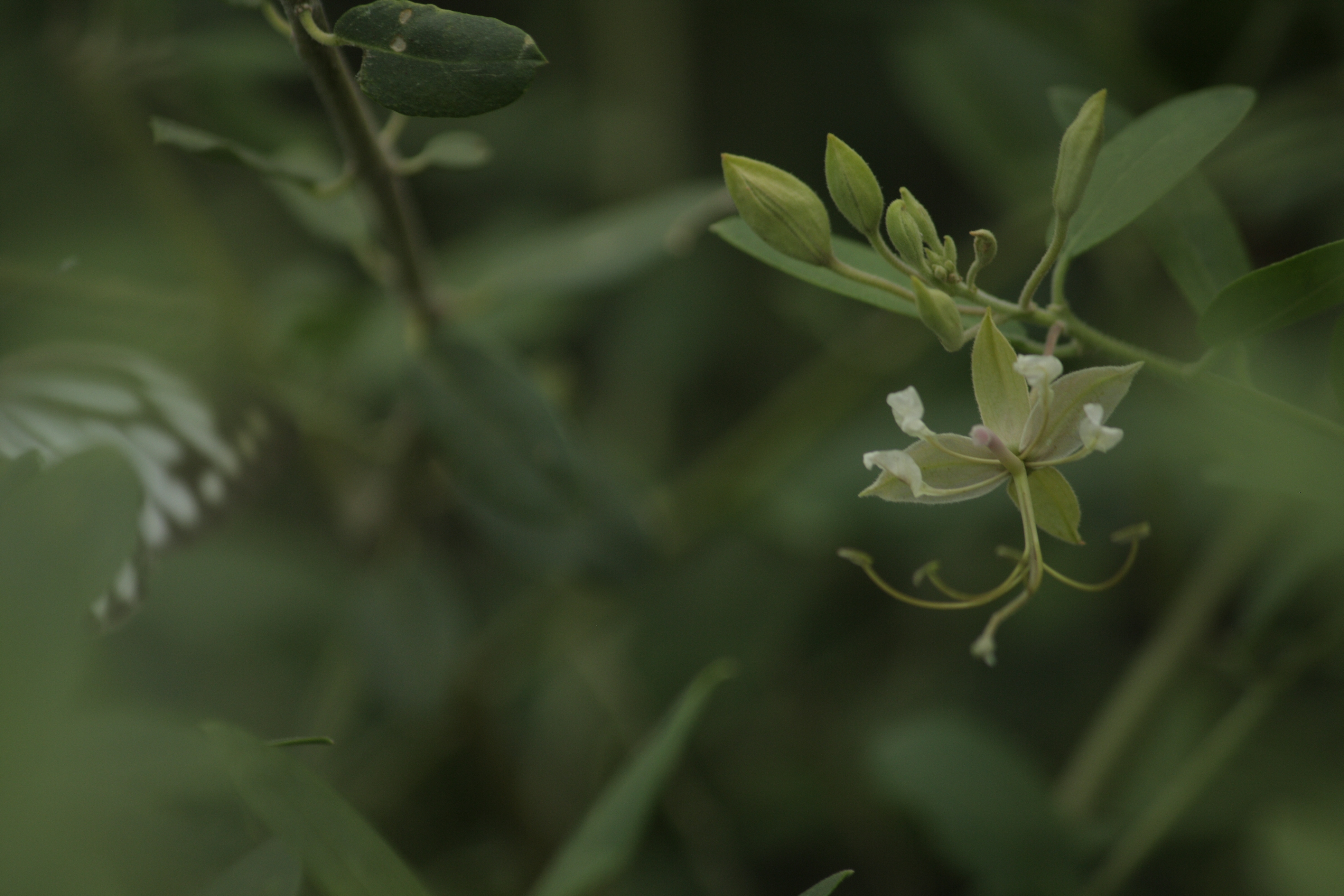
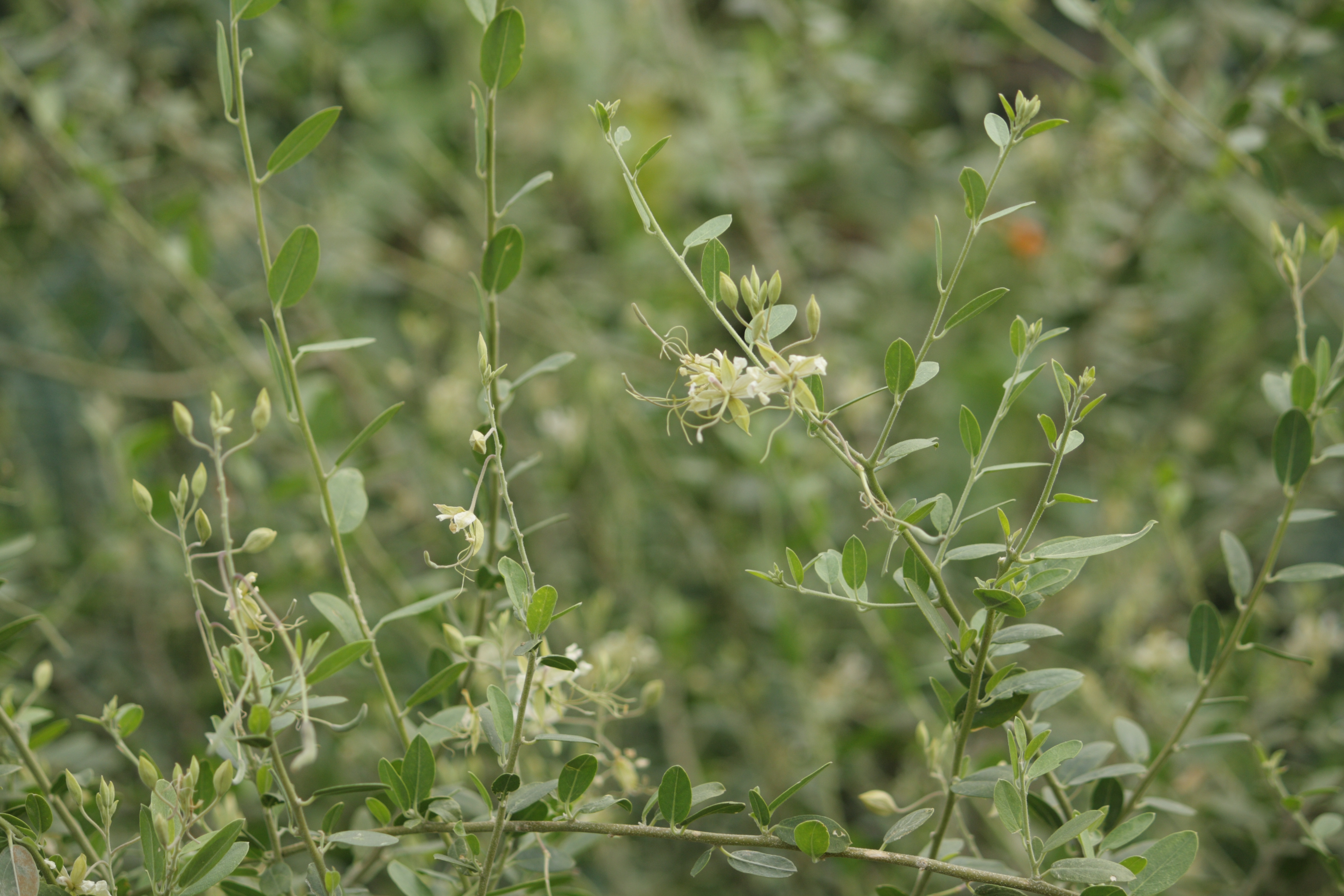
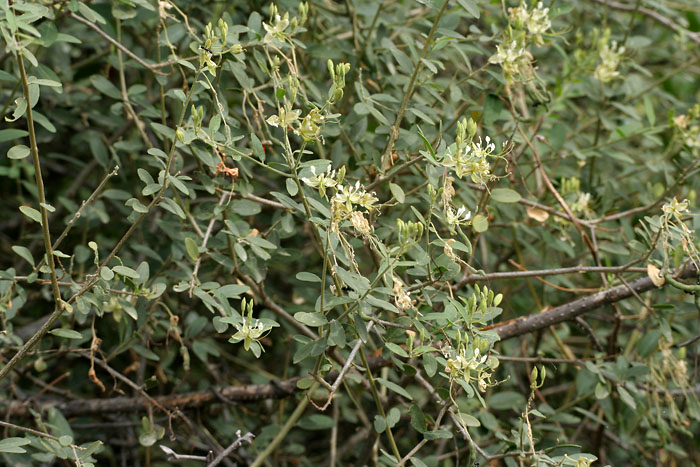